# 武进区
武进区是中华人民共和国江苏省常州市下辖的一个市辖区、地處常州市東部，地跨沿江平原和太湖平原，內抱常州市區，東與無錫市濱湖區、江陰市接壤，南與宜興市毗連且瀕太湖，西與金壇區相鄰。武进區人民政府駐湖塘镇延政中路30号。区域总面积为1,066平方公里。
武进区原为武进县，1995年撤县设武进市，2002年撤市设武进区，2015年撤销原武进区，成立新的武进区，原戚墅堰区撤销并且全部行政范围划入新的武进区。2020年起，武进区内的常州经开区所有工作均由常州市直接管理，属于经开区的街道和镇不再划归武进区领导和管理。

## 政治

### 现任领导
| 机构     | · 中国共产党 · 武进区委员会 · 书记 | 武进区人民代表大会 常务委员会 主任 | 武进区人民政府 区长 | · 中国人民政治协商会议 · 武进区委员会 · 主席 |
| -------- | ---------------------------------- | ---------------------------------- | ------------------- | -------------------------------------------- |
| 姓名     | 乔俊杰                             | 石伟东                             | 恽淇丞              | 郑政平                                       |
| 民族     | 汉族                               | 汉族                               | 汉族                | 汉族                                         |
| 籍贯     | 江蘇省泰兴市                       |                                    | 江蘇省常州市        |                                              |
| 出生日期 | 1974年1月                          |                                    | 1974年6月           |                                              |
| 就任日期 |                                    |                                    |                     |                                              |

### 行政区划
行政区范围:11个镇，4个街道，1个高新区。
实际管辖:8个镇，1个街道，1个高新区。(不含常州经济开发区)

## 经济
武进区地处经济活跃的长江三角洲，历史上是著名的鱼米之乡，农业大县，曾是重要商品粮基地。1980年代为苏南乡镇企业的发祥地之一，此后工业发展水平长期在中国各县中处于领先地位，位列“中国农村综合实力百强县(市)”前10名之内。1992年首届百强县排名排名第2. 2005年中国百强县排名第八。2006年生产总值达到572亿元。2013年第八届中国花卉博览会在武进举办。

## 交通

### 铁路与公路
- 沪宁城际铁路 戚墅堰站（经开区）
- 沪宁沿江高速铁路 武进站[5]
- 新长铁路 前黄站
- 沪宁高速公路
- 沪武高速公路
- 江宜高速
- 沪宜高速
- 沪常高速
- 312国道

### 地铁
- █ 1号线
- █ 5号线(建设中)
- █ 6号线(建设中)

### 航运
- 京杭大运河

## 人口
2020年底，根據第七次全国人口普查武进区常住人口为1697380人，与2010年第六次全国人口普查的1400777人相比，十年共增加296603人，增长21.17%，年平均增长率为1.94%。
武进（不含常州经开区）常住人口为1277487人，与2010年第六次全国人口普查的1014596人相比，十年共增加262891人，增长25.91%，年平均增长率为2.33%。

## 語言
武进方言属吴语，是北吴语片（太湖片）中常州小片的代表，在语音上较完整地保留古全浊声母的体系。有声母28个、韵母42个和声调7个（阴平、上声、阴去、阴入、阳平、阳去、阳入）。武进方言与其他吴语一样，有一部分字有文白两读的现象，文言读舌面音声母，白话读舌根音声母。一般来说，文言音接近普通话，有少数词语受北方方言影响带有“官话”色彩。语助词“佬”出现频率较高，可以附在名词性成分、动词性成分和形容词成分的后面，构成“佬”字短语，表示不同的语法功能。武进地方说话内部差别表现在语音上，东部的横林、崔桥等地有些字带有无锡口音，南部的漕桥、东安等地有些字音与宜兴相近，西南部的夏溪、湟里等地语音受到金坛话影响。

## 建置沿革
- 武进新石器时代武进境内已形成原始村落。
- 春秋时期，已有城池出现，淹城是国内迄今为止保存最为完整的西周至春秋早期地面城池遗址。春秋战国时期武进称延陵邑，为吴国季札封地。
- 秦置延陵县。
- 汉改称毗陵县、毗坛县。
- 西晋太康二年（281年）置毗陵郡、县，分丹徒、曲阿以东地区置武进县。
- 晋永嘉五年（311年）改称晋陵郡、晋陵县。此后，晋陵、武进两县时分时合，数易其名。
- 清雍正四年（1726年）分置武进、阳湖两县，清宣统三年九月（1911年11月）合并为武进县。
- 1949年4月23日，武进城析出建立常州市。
- 1983年3月，实行市管县体制，武进属常州市管辖。
- 1993年7月18日，武进县政府驻地由常州市区迁至湖塘镇。
- 1995年6月8日，国务院批准武进撤县设市。
- 2002年4月，武进撤市设区。
- 2015年4月28日，国务院批准撤销常州市武进区和戚墅堰区，设立新的武进区，以原武进区（不含奔牛镇、郑陆镇、邹区镇）和戚墅堰区的行政区域为新设立的武进区行政区域。[8]
- 2019年12月，常州市委、市政府明确从2020年开始，常州经开区所有工作均直接对应市委、市政府，区域范围内镇、街道不再由武进区直接领导和管理。[4]

## 人文

### 地方戏种
武进地方戏种锡剧。锡剧音乐是属于曲牌板腔综合体，它并有男、女分腔的显著特点，有传统戏《双推磨》、《庵堂认母》、《庵堂相会》、《孟丽君》、《珍珠塔》、《双珠凤》。。